# Skrivna zgodovina Slovenije
Skrivna zgodovina Slovenije je slikanica pisateljev Miha Mazzinija in Noah Charneyja, ki jo je ilustriral Ivan Mitrevski. Izšla je leta 2021.

## Vsebina
Slikanica je namenjena odraslim in na satiričen način prikazuje zgodovino ljudstev na ozemlju današnje Slovenije.